# اوساکا تیتانیم
اوساکا تیتانیم (انگلیسی: Osaka Titanium) شرکت صنایع شیمیایی ژاپنی است، که در سال ۱۹۵۲ تأسیس شد.